# تولبياك (مترو باريس)
تولبياك (بالفرنسية: Tolbiac)‏ هي محطة مترو تابعة لمترو باريس تقع في فرنسا في الدائرة الثالثة عشرة في باريس.[بحاجة لمصدر]